# Ennis (Texas)
Pour les articles homonymes, voir Ennis (homonymie).
La ville américaine d’Ennis est située dans le comté d’Ellis, dans l’État du Texas. Lors du recensement de 2010, sa population s’élevait à 18 513 habitants.

## Source
- (en) Cet article est partiellement ou en totalité issu de l’article de Wikipédia en anglais intitulé « Ennis, Texas » (voir la liste des auteurs).